# 特快号列车
“特快號”列車（俄语：Поезд «Экспресс»）是俄羅斯鐵路的一列特快旅客列车，來往俄羅斯首都莫斯科和第二大城市聖彼得堡之間，從1976年開始營運至今，是“红箭号”列车的姊妹列车。“特快號”列车全列均为卧铺车厢，每天晚上11时30分从两地对开始发，至翌日上午8时30分抵达目的地

## 历史
1970年代，随着旅客对莫斯科和列宁格勒之间夜间卧铺列车的需求日益增长，当时两地之间唯一一对卧铺列车（不包括过路列车）“红箭号”列车已不能满足需要。为此，十月铁路局于1976年加开了一对003/004次“特快号”旅客列车，该列车的等级与“红箭号”列车相同，运行时刻也和“红箭号”列车相差无几，“特快号”列车紧随着“红箭号”列车之后追踪运行。“特快号”列车于每天晚上11时59分从两地对开始发，至翌日上午8时正抵达目的地；车辆采用从德意志民主共和国阿门多夫车辆制造厂进口的快速客车，车身也采用与“红箭号”列车相同的红色涂装。
2007年12月，由特维尔车辆制造厂新造的一批新型客车，在“特快号”列车投入使用，新列车改为采用蓝色的车身涂装，而车内设备亦有较大改善。从2013年11月1日起，由于运行时刻增加了不办理客运业务的技术停车点，因此“特快号”列车的全程运行时间延长至9小时，每天晚上11时30分从两地对开始发，至翌日上午8时30分抵达目的地。

## 列车编组
“特快号”列车设有二等卧铺、一等卧铺、特等卧铺三种等级的车厢。二等卧铺车厢又称经济车厢，每节车厢设有九个有门的四人包间，每个包间内设有四个卧铺，即两边分别设有上下两层卧铺，车辆定员为36人。一等卧铺车厢又称商务车厢，每节车厢九个有门的双人包间，每个包间内设有上下两个卧铺，车辆定员为18人。编组中设有两种特等卧铺车厢，又称VIP豪华包间，其中一种车厢设有六个双人套房包间，而另一种车厢设有四个双人套房包间另加一个酒吧区，每个套房内设有上下两层卧铺，并设有独立厕所、淋浴设备、液晶电视等设施，特等卧铺是按房间而非卧铺计算车票价格。此外，“红箭号”列车还设有一节用于为旅客提供餐饮服务的餐车，和一节供列车乘务员休息的宿营车。
| 车厢编号 | 1/18     | 2/17     | 3/16     | 4/15     | 5/14     | 6/13     | 7/12     |          | 8/11   | 9/10 | 10/9     | 11/8     | 12/7     | 13/6     | 14/5     | 15/4     | 16/3     | 17/2     | 18/1     |
| 车型     | 特等卧铺 | 特等卧铺 | 特等卧铺 | 一等卧铺 | 一等卧铺 | 一等卧铺 | 一等卧铺 | 一等卧铺 | 宿营车 | 餐车 | 二等卧铺 | 二等卧铺 | 二等卧铺 | 二等卧铺 | 二等卧铺 | 二等卧铺 | 二等卧铺 | 二等卧铺 | 特等卧铺 |
| 定员     | 8        | 8        | 12       | 18       | 18       | 18       | 18       | 18       | 26     |      | 36       | 36       | 36       | 36       | 36       | 36       | 36       | 36       | 8        |

## 机车交路
“特快号”列车由十月铁路局圣彼得堡-莫斯科客运机务段（ТЧЭ-8 Санкт-Петербург-Пассажирский-Московский）的ChS2T型电力机车或ChS6型电力机车担当全程机车交路。

## 时刻表
| 004А次 | 004А次        | 004А次        | 停靠站                | 003А次        | 003А次        | 003А次 |
| 里程   | 到点          | 开点          | 停靠站                | 到点          | 开点          | 里程   |
| ------ | ------------- | ------------- | --------------------- | ------------- | ------------- | ------ |
| 0      | —             | 23:30         | 莫斯科（列寧格勒站）  | 08:30（翌日） | —             | 650    |
|        | 01:08（翌日） | 01:20（翌日） | 雷什特尼科沃          | —             | —             |        |
|        | —             | —             | 列德基诺              | 05:58（翌日） | 06:25（翌日） |        |
|        | 03:50（翌日） | 03:56（翌日） | 博洛戈耶              | —             | —             |        |
|        | —             | —             | 布尔加                | 01:45（翌日） | 02:14（翌日） |        |
|        | 06:34（翌日） | 06:46（翌日） | 里亚博夫              | —             | —             |        |
|        | 07:20（翌日） | 07:38（翌日） | 萨布里诺              | —             | —             |        |
| 650    | 08:30（翌日） | —             | 聖彼得堡 （莫斯科站） | —             | 23:30         | 0      |
| 1.     |               |               |                       |               |               |        |